# Sofiivka (huyện)
Huyện Sofiivka (tiếng Ukraina: Софіївський район, chuyển tự: Sofiivkas’kyi raion) là một huyện của tỉnh Dnipropetrovsk thuộc Ukraina. Huyện Sofiivka có diện tích 1364 km², dân số theo điều tra dân số ngày 5 tháng 12 năm 2001 là 28526 người với mật độ 21 người/km2. Trung tâm huyện nằm ở Sofiivka.